# Daňový únik
Jako daňový únik se označuje zpravidla nelegální situace, kdy se daňový poplatník částečně nebo zcela vyhýbá placení daně. Daňových úniků se mohou dopouštět jak fyzické, tak i právnické osoby s pomocí rozličných metod.

## Terminologie
Ať už je daňové zatížení vysoké nebo nízké, daňové subjekty se vždy snaží minimalizovat svoji daňovou povinnost. Toho lze docílit různými způsoby, které mohou být jak legální, tak protiprávní. V České republice však není pevně zakotvena přesná terminologie, což umožňuje různé chápáni základních termínů vztahujících se k optimalizaci daňové povinnosti, a to včetně pojmu daňový únik. Základní rozdělení způsobů, jak docílit minimalizace daňové povinnosti, je následující:
- Daňová úspora – daňový subjekt najde v rámci zákona možnost, jak snížit svoji daň. Jde o legální možnost, se kterou zákonodárce počítá a daňovým subjektům ji nabízí. Příkladem daňové úspory je například využití slev na dani, odečitatelných položek od základu daně, uplatnění ztráty z minulých let, odpisy, společné zdanění manželů, možnost uplatnění výdajů paušálem nebo procentem z příjmu, rezervy, opravné položky a další.
- Vyhnutí se dani – představuje minimalizaci daně prostřednictvím zákonodárcem nezamýšlených skulin. Protizákonnost takovéhoto jednání je sporná.
- Daňový únik – protiprávní jednání s cílem minimalizovat daň, jež může být posouzeno jako trestný čin Zkrácení daně, poplatku a podobné povinné platby dle § 240 zákona č. 40/2009 Sb.

Existují spory o tom, zda vyhnutí se dani je legální, nebo není. Pozitivněprávní přístup za zákonné považuje pouze to, co je v zákoně psáno. Naopak přirozenoprávní přístup tvrdí, že zákonné je to, co odpovídá cíli zákona. Z čistě technického hlediska tedy vyhnutí se dani legální je, protože ho zákon umožňuje, avšak souzeno podle účelu zákona, je nelegální. I proto je vyhnutí se dani někdy též označováno jako daňový únik. Ustálená kritéria, jimiž spornou daňovou minimalizaci posuzuje finanční úřad, jsou pak: motivace daňového subjektu, nepřirozené použití legislativy a daňový zisk z příslušné operace.

### Daňová výhoda
Legální daňový únik může být proveden také formou daňové výhody, do které se řadí např. rozdělení firmy na několik menších jednotek v případě progresivní sazby daně a tím vyhnutí se té nejvyšší sazbě.

## Časté metody daňových úniků nadnárodních korporací
Nadnárodní korporace bývají z provozních důvodů mnohdy rozděleny na menší společnosti, které jsou sice formálně nezávislé, avšak stále sdílí stejný cíl – maximalizovat celkový společný zisk. Jedním z mnoha způsobů maximalizace zisku je přitom minimalizace daňové povinnosti. Nadnárodní společnosti využívají různé taktiky k vyhýbání se zdanění, přičemž za účelem dosažení tohoto cíle dochází mezi dceřinými společnosti k řadě transakcí, které se pohybují na hraně legality.

### Daňové ráje
Daňové ráje umožňují nadnárodním korporacím a jednotlivcům k zneužití nízkých až nulových úrokových sazeb, které tyto země disponují ve svém území. Důsledkem toho pak dochází k úspoře a daňovému úniku v domácích daních. Daňové ráje jsou určeny podle indexu korporátních daňových rájů (anglicky Corporate Tax Haven Index – CTHI), který sestavil Tax Justice Network. Index seřazuje jednotlivé jurisdikce do žebříčku na základě výše umožnění zneužití volného daňového systému daných území nadnárodními korporacemi.

### Manipulace s převodními cenami
Z přirozených důvodů mezi sebou musí jednotlivé dceřiné společnosti obchodovat a směňovat zboží a služby. Dle odhadů až 40 % obchodních transakcí ve Spojených státech amerických probíhá mezi dceřinými společnostmi. Jelikož společnosti fungují formálně nezávisle, je třeba stanovit cenu, za kterou tyto transakce budou probíhat. Pro účely minimalizace daní však často dochází k manipulaci s cenami za zboží. Dceřiná společnost operující v zemi s vyšším zdaněním prodá své zboží dceřiné společnosti v zemi s nižším zdaněním za cenu výrazně nižší než je reálná hodnota zboží, čímž dojde k přelivu zisku do země s výhodným daňovým systémem. Naopak dceřiná společnost v zemi s nižším zdaněním prodává své zboží dceřiné společnosti v zemi s vyšším zdaněním za cenu výrazně vyšší než je reálná hodnota zboží. Ve výsledku se tak zvýší ziskovost dceřiné společnosti v zemi s výhodným daňovým systémem, zatímco zisk společnosti v zemi s vyšším zdaněním se sníží.
Jelikož se jedná o poměrně rozšířenou praktiku, je vyvíjena snaha tuto metodu omezit. Organizace pro hospodářskou spolupráci a rozvoj (OECD) za tímto účelem přijala tzv. princip tržního odstupu (anglicky arm's length principle, ALP), který v důsledku pro dceřiné společnosti zavádí povinnost mezi sebou stanovovat převodní ceny ve stejné výši jako kdyby byla transakce realizována se třetí, nezávislou stranou. Společnosti se jinak vystavují riziku dvojí zdanění, neboť výklad tohoto principu stanovuje, že "jsou-li mezi dvěma (spojenými) podniky v jejich obchodních nebo finančních vztazích stanoveny či uloženy podmínky odlišné od podmínek, které by existovaly mezi nezávislými podniky, pak jakékoliv zisky, kterých by dosáhl jeden z podniků, kdyby nebylo těchto podmínek, avšak z důvodu těchto podmínek jich nedosáhl, mohou být zahrnuty do zisků tohoto podniku a následně zdaněny."

### Manipulace s dluhy
Další častou metodou vyhýbání se zdanění zisků je manipulace s dluhy mezi dceřinými společnostmi. Dceřiná společnost nadnárodní korporace v zemi s vysokým zdaněním si za vysoký úrok půjčí peníze od dceřiné společnosti v zemi s nízkým zdaněním. Jelikož se platby úroků odečítají od základu daně, zisk společnosti-dlužníka před zdaněním se snižuje a naopak zisk společnosti-věřitele se proporcionálně zvyšuje o získané úroky. Nadnárodní společnost tak ve výsledku daní větší část svého zisku v zemi s výhodnějším daňovým systémem.

### Další metody
Kromě výše zmíněných existuje celá řada dalších způsobů přesouvání zisku. Jedná se například o patentování inovací v daňových rájích, přesouvání sídla firem do zemí s nižším daňovým zatížením a další.

## Nelegální daňový únik
Nelegálního daňového úniku se poplatník dopouští, když při výpočtu nebo platbě daňové povinnosti porušuje zákon, např. nepřiznáním příjmů nebo majetku, nadhodnocuje náklady nebo výdaje, vystavuje fiktivní doklady, do nákladů zahrnuje náklady daňově neuznatelné, skrytým převodem zisku mezi mateřskou a dceřinou společností. Podvodník se zpravidla rozhoduje mezi několika faktory – daňovou úsporou (ziskem), pravděpodobností odhalení a výší trestu. Množství daňových úniků závisí i na toleranci společnosti.
Může jít o nelegální daňový únik neúmyslný, tzn. poplatník porušil zákon z nevědomosti (nebyl dobře informován, zákon není srozumitelně vysvětlen), nebo o nelegální daňový únik úmyslný, kdy poplatník vědomě porušuje zákon a platí menší nebo žádnou daňovou povinnost. Rozsah úmyslného daňového úniku bývá mnohem větší než rozsah daňových úniků neúmyslných.

### Daňový únik v přímých daních

#### Zkrácení daně, poplatku a podobné povinné platby podle § 240 TrZ
Pod tímto trestným činem rozumíme takové chování pachatele, které způsobí vyměření nižší či nulové daně příslušným orgánem. Takové jednání může být úmyslným zkreslením anebo opomenutím povinného jednání daňovým poplatníkem, například nepodáním daňového přiznání.
Výše zkrácení je určena rozdílem mezi povinnou částkou, jíž má poplatník uhradit, a částkou, kterou ve skutečnosti uhradil. V případě neuhrazení ničeho se zkrácení daně považuje celá povinná daňová částka, která nebyla uhrazena.

#### Neodvedení daně, pojistného na sociální zabezpečení a podobné povinné platby podle § 241 TrZ
Trestný čin, kdy pachatel, v tomto případě plátce, neodvede sraženou daň, přesněji řečeno ostatní dávky za poplatníka (pojistné na sociální zabezpečení, zdravotní pojištění,…).

#### Další metody
Mezi další způsoby patří nadhodnocování odčitatelných položek, vystavování faktur za fiktivní firmy, neoprávněné ustavování daňových výhod a další.

### Nepřímé daně

#### Daňové úniky na DPH
Do daňových úniků na DPH patří nabídka služeb bez DPH, vystavování faktur fiktivních firem, užití již přijatých faktur, zkrácení tržeb, karuselové podvody, neoprávněný nárok na nižší sazbu či úplné osvobození od daně.
Mezera na DPH
Mezera na DPH představuje celkový rozdíl očekávaného příjmu od skutečně vybrané částky. Tato mezera je zapříčiněna daňovými podvody, daňovými úniky, vyhýbáním se daňovým povinnostem, daňovou optimalizací, bankroty, finančními insolvencemi, chybnými výpočty a administrativními nedostatky. Další podněty, které mohou ovlivni mezeru na DPH, může být hospodářský vývoj a úroveň státních statistik.
Podle odhadů CASE (Center for Social and Economic Research) ve 27 státech Evropské unie ztratili členské státy, podhodnoceným hlášením DPH, celkově kolem 93 miliard eur v roce 2020. Přes značně vysokou finanční částku se pořád jedná o zlepšení mezery na dani z přidané hodnoty oproti dřívějším rokům, nejspíše z důvodů tehdejšího post-pandemického prosazení vládních politik zaměřených na placení daní. Ke zvětšení mezer došlo pouze v šesti členských zemích Evropské unie, v Chorvatsku, Kypru, Irsku, Rumunsku, Rakousku a v Belgii. Naopak ke snížení došlo v Maďarsku, Německu, Nizozemsku a Řecku. Největší mezery v nominální hodnotě byly naměřeny v roce 2020 v Itálii (26,2 miliard eur), Francii (14 miliard eur) a Německu (11,1 miliard eur). V Česku mezera na DPH v roce 2020 činila 2,2 miliard eur.
Ztráta příjmů kvůli mezeře na DPH má negativní dopad na vládní výdaje, veřejné statky a služby, jako jsou školy, nemocnice a doprava. DPH nejen přispívá do státních rozpočtů, ale je také zdrojem příjmů pro rozpočet EU.

#### Daňové uniky na spotřební dani

##### Daňové úniky u minerálních olejů
Jeden ze způsobů daňového úniku na spotřební dani je nelegální dovoz minerálních olejů a to vydáváním se za společnosti, které vlastní povolení k přijímání a užívání výrobků, v tomto případě pohonných hmot, osvobozených od daně a nebo povolení k opakovanému přijímání a užívání výrobků osvobozených od daně podle § 13 a § 22 zákona o spotřebních daních (zákon č. 353/2003 Sb.). Dalším způsobem je překročení výše zajištění, ke kterému dochází překročením počtu výrobků a zatajení tohoto přebytku, aby nedošlo k opravě výše daňového zajištění, nebo ukončení přepravy v zemi, přes kterou měly být výrobky pouze přepravovány, a prodávání těchto výrobku na tomto území. Daně, které měly být splaceny až v cíleném území, tak nejsou uhrazeny.

##### Daňové úniky u lihu a lihových výrobků
Daňové úniky u lihu a lihových výrobků v souvislosti s dovozem jsou stejné jako u minerálních olejů. Navíc může docházet k nelegální výrobě těchto výrobků mimo lihovary povolené ústředním orgánem státní správy, které tak nejsou zaznamenány a pak nepodléhají spotřebním daním.

##### Daňové úniky u tabáku a tabákových výrobků
Mezi daňové úniky u tabáku a tabákových výrobků patři ilegální dovoz a výroba, a prodávání tabákových výrobků bez povinných tabákových nálepek, ve kterém je zahrnuta částka spotřební daně.

## Měření velikosti daňových úniků
Daňové úniky měříme metodou aproximativní nebo metodou reprezentativního vzorku.

### Aproximativní metoda
Aproximativní metoda vychází z myšlenky, že šedá ekonomika způsobuje rozdíly mezi příjmy a výdaji domácností a je možné podle znalosti počtu odpracovaných hodin a hodinové mzdy odhadnout přibližný rozsah daňových úniků.
Někdy bývají u této metody používány smyšlené údaje s cílem ovlivnit veřejnost.

### Metoda reprezentativního vzorku
Metoda reprezentativního vzorku se provádí hloubkovou kontrolou určité skupiny poplatníků, kteří formou anonymních dotazníků odpovídají na otázky o svých příjmech, kolik z těchto příjmů přiznali, zda využili daňových úspor apod.

## Daňová mezera

### Hrubá daňová mezera
Rozdíl mezi daňovou povinností v daném roce a skutečnou včas uhrazenou částkou.
Skládá se ze tří položek: mezery v nenahlášených daní, mezery v nedostatečném vykazování daní a mezery v daňových nedoplatcích.

### Čistá daňová mezera
Představuje rozdíl mezi hrubou daňovou mezerou a daněmi získané vymáháním příslušnými státními orgány a opožděnými platby.

### Hlášení daňových mezer IRS
Hlavní překážkou odhadu daňové mezery je v získávání dat, zejména dat související v nehlášení daní, které jsou čerpány z audit. Reporty o daňových mezerách od Internal Revenue Service (IRS), daňové služby Federální vlády Spojených států, jsou rozdělené na jednotlivé časové úseky. Ve zprávě daňové mezery mezi lety 2014–2016, hrubá daňová mezera pro daňové roky 2014–2016 činila 496 miliard dolarů. Kolem 68 miliard dolarů bylo odhadováno, že budou doplaceny po termínu, což vede k celkové částce 428 miliard dolarů čisté daňové mezery.
Z  496 miliard dolarů hrubé mezery, kolem 80 % mělo za příčinu nedostatečné vykazování daní (zhruba 398 miliard dolarů), o 49 miliard více než ve zprávě pro roky 2011–2013. 70 % z nedostatečného vykazování daní tvořilo neúplné vykazování daní z příjmu jednotlivců (278 miliard dolarů), 9 % korporací, 21 % daní z příjmu odváděné za zaměstnance zaměstnavatelem, a necelé procento z nemovitých věcí.
Část hrubé daňové mezery je získána přes vymáhání daňové služby IRS a administrativním úsilím, část je splacena po termínu bez vnějšího zásahu. Z celkové částky 68 miliard dolarů, které byly splaceny dodatečně, kolem 75 % (51 miliard dolarů) souvisejí s daní z příjmu jednotlivců, 11 % (8 miliard) korporací, 10 % (6 miliard dolarů) odváděné zaměstnavatelem a 4 % (3 miliardy dolarů) z nemovitých věcí.
Na základě prognóz pro roky 2017–2019, odhadovaná hrubá daňová mezera činí 540 miliard dolarů na rok, kde 41 miliard dolarů bude z nenahlášení, 433 miliard z podhodnoceného vykazování a 66 miliard z nedoplatků. Čistá mezera pro roky 2017–2019 má být 470 miliard dolarů.